# Hypericum phellos
Hypericum phellos är en johannesörtsväxtart. Hypericum phellos ingår i släktet johannesörter, och familjen johannesörtsväxter.

## Underarter
Arten delas in i följande underarter:
- H. p. marcescens
- H. p. oroqueanum
- H. p. phellos
- H. p. platyphyllum